# La nuvola di smog
La nuvola di smog è un racconto di Italo Calvino uscito per la prima volta nel 1958 nella rivista "Nuovi Argomenti", diretta da Alberto Moravia. Nello stesso anno fece parte del volume antologico I racconti (nella sezione "La vita difficile"), nel 1965 comparve con il racconto La formica argentina in volume a sé (con risvolto di copertina dell'autore), quindi ancora nella sezione La vita difficile, seconda parte della raccolta di novelle Gli amori difficili (1970).

## Trama e personaggi
Come La formica argentina, anche La nuvola di smog è innanzitutto metafora del male di vivere, qui identificato con l'inquinamento e la sporcizia che invade ogni cosa, e del modo per affrontarlo, conviverci o comprenderlo.

Il protagonista, senza nome né volto, è un intellettuale scapolo che si reca in una città per lavorare come redattore a "La Purificazione", rivista dell'EPAUCI (Ente per la Purificazione dell'Atmosfera Urbana dei Centri Industriali). La città in questione è infatti circondata da una grande nube di smog, visibile ovunque: c'è polvere nella stanza presa in affitto dal protagonista, nel suo ufficio e sui vestiti, sui muri e nelle strade, nell'aria e sulla pelle.
Attraverso la voce in prima persona del protagonista, viviamo il suo modo di guardare alle cose: per lui è importante riconoscere intorno a sé delle immagini e dei segni, da cui cerca continuamente una risposta o con cui vuole identificarsi, ma da cui ogni volta non trae nulla se non il rifiuto di una qualsiasi trasposizione ideale del mondo o di una inutile evasione.

Al contrario i personaggi cercano in modi diversi di affrontare il problema:
Avandero, il collega d'ufficio, ha una scrivania ampia e sempre sgombra, mani pulite e ordinate, ma solo perché nasconde i plichi di carte sulla scrivania del protagonista, pulendosi i polpastrelli dalla polvere con cura. Organizza gite nel week end, e l'evasione sola giustifica la vita in città, il lavoro, l'organizzazione e le falsità.
La signora Margariti, una donna sorda che affitta la camera al protagonista, vive sola con il gatto, parla con lui durante la notte e soprattutto pulisce le grandi e numerose stanze non affittate, mentre lascia che la polvere penetri liberamente nelle altre ed anche nella sua, l'unico posto dove vive davvero. Ciò che lei è e ciò che non possiede deve mantenere un alone di verginità e di purezza.
Il signor Cordà, presidente dell'EPAUCI, è allo stesso tempo rappresentante delegato di diverse industrie: nella sua assenza più che presenza all'interno del racconto e nell'evidente controversa posizione che viene ad assumere, rappresenta l'ipocrisia, l'impegno tutto esteriore e la confusione di chi vuole sconfiggere un problema da cui non si sente toccato.
Paradossalmente la figura di Cordà è simile per certi aspetti a quella dell'operaio Omar Basaluzzi, sindacalista attivo e convinto, anch'esso alla ricerca di una soluzione al problema, ma più come rivoluzione di coscienze e dunque, successivamente, di esperienze.
Il protagonista, analitico e in buona parte anch'egli "lettore" come noi, comprende la sua vera natura:
Nel racconto compare poi Claudia, donna amata dal protagonista, ricca e volatile, sempre distratta e disattenta al mondo e alle parole altrui perché alla ricerca di un'allegrezza che vede i colori al di là dello smog.

Essa però non coglie le "immagini" che il protagonista vede continuamente: emblematica in questo senso è la gita in collina che i due amanti intraprendono durante una visita di Claudia. Su un punto panoramico lui vede finalmente dall'alto la nube di smog e ne riconosce il percorso, le fattezze, i colori; Claudia non capisce e, distratta, non vede nulla.
Infine il protagonista, che dall'inizio del racconto ammette di stare dalla parte dello smog, di trovarsi a suo agio nelle zone più grigie e disabitate della città, di prediligere ciò che è problematico, nascosto, di non volersi mai mettere in mostra, in realtà prova un disagio visibile verso il mondo e gli altri, si pulisce spesso le mani sporche di polvere ed è sempre alla ricerca di una provvisorietà che lo salvi dal male di vivere. Sembrerebbe dunque il personaggio più portato a un'eventuale liberazione: nonostante paia l'unico a non cercare una via d'uscita, nella sua situazione di osservatore riesce a cogliere la vera entità dello "smog", preclusa invece a chi, pensando di aver trovato una soluzione, ha utilizzato solamente dei modi per non vedere. 

Ecco che sul finale lo seguiamo mentre esce nelle campagne, seguendo i carretti dei lavandai, per guardare e per serbare negli occhi l'immagine dei bianchi panni stesi e di coloro che, fuori dallo smog, puliscono la sporcizia di chi ne è immerso.
Il racconto, benché ambientato in una anonima città industriale del nord Italia, si riferisce nelle descrizioni dei luoghi e dei personaggi alla città di Torino. La descrizione delle strade, la gita in collina (presumibilmente Superga), i ristoranti gestiti da "gente di Altopascio", la sede dell'EPAUCI (presumibilmente nell'isola pedonale nel quartiere Crocetta).  L'unico riferimento toponomastico preciso è quello dei lavandai di Bertolla (Bertoulla nel testo) e alla omonima cooperativa lavandai: effettivamente il borgo di Bertolla è stato fino agli anni sessanta il quartiere oltre la Stura di Lanzo dove venivano lavati tutti i panni della città. 

## Edizioni
- in "Nuovi Argomenti", 34, settembre-ottobre 1958, pp. 180-220.
- in I racconti, Einaudi, Torino, 1958, pp. 521-67.
- in volume con La formica argentina, Einaudi, Torino 1965, pp. 9-81 ("Coralli" n. 121)
- in Gli amori difficili, Einaudi, Torino, 1970, pp. 145-85.
- in volume con La formica argentina, Einaudi, Torino 1972 ("Nuovi coralli" n. 22)
- in volume con La formica argentina, Mondadori, Milano 1970 ("I libri di Italo Calvino", IV)
- in Romanzi e racconti, vol. 1, Mondadori, Milano 1991, pp. 891-952 ("I Meridiani")